# Aeroportul Swansea
Aeroportul Swansea (IATA: SWS, ICAO: EGFH) este un aeroport din Swansea, Swansea⁠(d), Țara Galilor, Regatul Unit ce deservește zona Swansea. Aeroportul a fost tranzitat în 2004 de 18.037 de pasageri.
Situat la o altitudine de 91 m, aeroportul dispune de 2 piste.

## Infrastructură

### Piste
Aeroportul dispune de 2 piste. Pista 04/22 are suprafața de beton și dimensiunile 1.350 m × 46 m. Pista 10/28 are suprafața de asfalt și dimensiunile 857 m × 18 m. 